# ロジャー・ケースメント

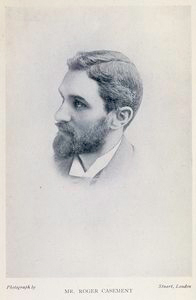
ロジャー・ケースメント

ロジャー・ケースメント（Roger Casement，1864年9月1日 - 1916年8月3日）は、アイルランドの人権活動家。イギリスの外交官を務め、ナイトの称号も与えられたが、後にアイルランド独立活動家になった。

## 生涯
ダブリン出身。外交官となりイギリス政府によってコンゴ自由国へ視察に赴き、そこで行なわれている暴虐を報告した。彼の報告書は、イギリス外相の前文を添えて各国政府に送付され、国際問題へと発展した。その後、リオ・デ・ジャネイロ駐在総領事となり、プトゥマーヨ川で発生した原住民虐殺事件の調査を命じられ、その地域で行なわれたゴム業者による原住民への搾取と虐待を報告した。
1912年に辞職する。第一次世界大戦中の1916年、アイルランド義勇軍がイースター蜂起に使う武器を調達をするため、ドイツ帝国のベルリンに渡ったが、帰国時に逮捕された。反逆罪とスパイ活動の罪により、ロンドンで絞首刑となった。

## 関連文献
- マリオ・バルガス＝リョサ『ケルト人の夢』野谷文昭訳、岩波書店、2021年10月。ISBN 9784000614740。[1][2]